# Manuel García-Castellón
Manuel García-Castellón y García-Lomas (Valladolid, 16 de octubre de 1952) es un exjuez español, que formó parte de la Audiencia Nacional. Es conocido por su carrera como titular del Juzgado Central de Instrucción número 6 (1995-2000 y 2017-2024). Es responsable de las investigaciones de casos relevantes y mediáticos, como Banesto, Púnica, Lezo, Tándem (sobre Villarejo), Kitchen, BBVA, Dina o Tsunami Democrático.

## Biografía
Es hijo de un funcionario del Ministerio de Agricultura destinado en la Delegación Provincial en Valladolid. Se licenció en derecho en la Universidad de Salamanca. En su alma mater, obtuvo un máster en Comunidades Europeas y un máster en Derechos Humanos. Especialista en Derecho Administrativo, ingresó en la carrera judicial en 1977. En 1982 aprobó las oposiciones. Según el BOE, de los 45 opositores que conformaron su promoción, García-Castellón se situó en el puesto 37, ocupando el tramo final. Comenzó su carrera en la Audiencia Nacional como sustituto del juez Baltasar Garzón en 1993. Durante estos últimos años, ha desmontado varias causas relacionadas con el Partido Popular y sus representantes —Esperanza Aguirre, María Dolores de Cospedal o M. Rajoy— y ha mantenido abiertas causas contra representantes de Podemos y Tsunami Democrátic.El magistrado pertenece a la derechista Asociación Profesional de la Magistratura, de la que llegó a ser tesorero. Asimismo, es fundador del Grupo Iberoamericano de Jueces.

#### Primeros destinos
En sus primeros años, García-Castellón ejerció como juez de distrito en la vizcaína Marquina-Jeméin y en la burgalesa Castrojeriz. Posteriormente fue juez de primera instancia e instrucción en Puebla de Sanabria (Zamora) y Medina del Campo (Valladolid). Una vez que ascendió a magistrado, de ahí pasó por unos meses al Juzgado de Instrucción número 1 de Baleares y posteriormente al Juzgado de Instrucción número 2 de Valladolid. De este último lugar, destacan sus acciones contra Ginemédica, una de las primeras clínicas que practicaban abortos en esta ciudad, así como el caso del «Violador del ascensor». 

#### Audiencia Nacional
En 1993 ocupó el destino del Juzgado Central de Instrucción número 5 de la Audiencia Nacional española y fue juez de delitos monetarios de la Audiencia Nacional. En 1995 tomó posesión del Juzgado Central de Instrucción número 6. En estos años, se encargó de sumarios que adquirieron relevancia mediática. Entre otros, se encuentran el caso Banesto, por el que ordenó el ingreso en prisión del banquero Mario Conde; el caso Atlético, que dilucidó los delitos de Jesús Gil, Enrique Cerezo y Miguel Ángel Gil Marín; y las investigaciones relacionadas con el asesinato de Miguel Ángel Blanco y el atentado cometido contra José María Aznar. 
Otros casos tuvieron implicaciones internacionales, como la instrucción de las desapariciones de españoles durante la dictadura militar chilena, en la que desestimó que declarara Adolfo Scilingo, militar condenado por delitos de lesa humanidad durante la dictadura cívico-militar argentina. Asimismo, García-Castellón se inhibió de instruir el caso contra el dictador Augusto Pinochet por delitos de genocidio y terrorismo de Estado.También lideró casos contra el narcotráfico internacional, como la operación Pelícano, iniciada por Baltasar Garzón cuando era titular del juzgado número 5, con ramificaciones en España, Francia, Gibraltar, Holanda, Italia y Marruecos.

#### Juez de enlace en el extranjero
En el año 2000 comenzó una etapa de casi diecisiete años como juez de enlace, primero en Francia y luego en Italia. A petición de los entonces ministros del Gobierno de José María Aznar, Ángel Acebes (Justicia) y Josep Piqué (Exteriores), su primer destino fue París, donde trabajó por la cooperación bilateral en la lucha contra el terrorismo. En 2012, fue sustituido por el magistrado Juan Pablo González. Entonces, a propuesta del ministro de Justicia Alberto Ruiz Gallardón, el gobierno de Mariano Rajoy aprobó su traspaso a Roma como magistrado de enlace en Italia. Durante su función en el extranjero, mantuvo contacto y comunicación constante con los compañeros que dejó en la Audiencia Nacional.

#### Regreso a la Audiencia Nacional
En la primavera de 2017, a los sesenta y cuatro años, solicitó regresar a la Audiencia Nacional de España tras la marcha del magistrado Eloy Velasco, que llevaba varias investigaciones relacionadas con la por entonces presunta corrupción de algunos dirigentes del Partido Popular. De nuevo, los casos del juez García-Castellón adquirieron relevancia mediática. Entre ellos, se encuentran la operación Kitchen, el caso Lezo, la operación Púnica, el caso Acuamed, la macrocausa Tándem, el caso Dina , el caso Carol y la causa contra Tsunami Democrático.

#### Jubilación e implicación política
El magistrado se jubiló en setiembre de 2024, con 71 años.Desde entonces, ha denunciado a Ione Belarra, secretaria general del partido Podemos, por afirmar que García Castellón es un juez corrupto y prevaricador.En enero de 2025, García Castellón asistió como ponente a unas jornadas organizadas en Marbella por OkDiario, medio financiado por el Partido Popular de Madrid. 

## Praxis polémicas
Desde los comienzos de su carrera, algunas de las actuaciones del juez García-Castellón han sido cuestionadas por varios grupos, incluida la propia Audiencia Nacional, y han sido centro de polémicas: 
Cuando era titular del Juzgado de Instrucción número 2 de Valladolid, actuó contra la clínica de abortos Ginemédica, siguiendo una denuncia proveniente del entorno de su hermano, militante del Opus y, por entonces, presidente de Provida. El registro puso en peligro la intimidad de las mujeres. 
Durante su periodo de juez de enlace ha reconocido haber mentido a jueces franceses para obtener información sumarial.
En el caso Kitchen, se le ha criticado tanto por salvar a María Dolores de Cospedal de sentarse en el banquillo como negarse a considerar al Partido Popular responsable lucrativo, pese a que el partido se benefició de los actos ilegales de la «brigada patriótica» del Ministerio del Interior de M. Rajoy. Anticorrupción atribuía a la ex secretaria general del Partido Popular las presiones y el espionaje que sufrió Javier Gómez de Liaño cuando era abogado de Luis Bárcenas, extesorero del PP. Los audios donde Cospedal pide a Villarejo que pare la publicación de los papeles de Bárcenas no fueron suficientes para interrogarla, según el juez.  Sin embargo, la sala de lo Penal obligó al juez a interrogar a Cospedal por su posible relación con el caso. 
Según declaraciones de Eduardo Zaplana e Ignacio González, ambos políticos del PP investigados por corrupción en la Operación Lezo, conspiraron para apartar al juez al frente del caso, Eloy Velasco, y traer de vuelta a España a García-Castellón, que estaba de enlace en Roma. Estas conversaciones se hicieron públicas.Tras tomar el caso, el juez acordó que Ignacio González saliera de prisión bajo fianza de cuatrocientos mil euros y rebajó de cuatro millones a doscientos mil euros la fianza del hermano del político, Pablo González.
Entre Púnica y Lezo, estuvieron imputados cuatro expresidentes de la comunidad de Madrid: Esperanza Aguirre, Alberto Ruiz-Gallardón, Cristina Cifuentes e Ignacio González. Solo el último ha sido procesado, estando a la espera de juicio por los supuestos amaños en el campo de golf de la empresa pública Canal de Isabel II y por el presunto cobro de mordidas en la línea Móstoles-Navalcarnero. 
Asimismo, a noviembre de 2023 el juez ha sobreseído 275 dirigentes vinculados al PP en las operaciones Lezo, Púnica y Kitchen.
También se han criticado las actuaciones del juez contra Pablo Iglesias, en particular, y el partido Podemos, en general.  El magistrado García-Castellón dio por válido el falso Informe PISA (por las siglas Pablo Iglesias Sociedad Anónima), que salió a la luz a las tres semanas de entrar Podemos en el Congreso con 69 diputados. Este informe falso pretendía vincular al partido y a Pablo Iglesias con delitos fiscales, blanqueo de capitales y financiación ilegal. Asimismo, el juez intentó convertir el caso Dina, por el robo del móvil de Dina Bousselham, en un caso contra Pablo Iglesias, fundador del partido Podemos, retirándole la condición de víctima, y rechazó investigar los vínculos entre el comisario Villarejo y Eduardo Inda, quien obtuvo los contenidos del móvil y los publicó. En 2020, García Castellón abrió una investigación secreta «prospectiva» para conocer los movimientos bancarios de varios líderes de Podemos sin haber estado imputados.Esto originó una línea de investigación sobre presuntos pagos de Venezuela al partido, basándose en informes policiales falsos que incluían las acusaciones de «El Pollo» Carvajal, quien pretendía paralizar su extradición a Estados Unidos por delitos relacionados con narcotráfico y blanqueo de divisas. El archivo de la causa vino con una amonestación de la Audiencia Nacional por abrir una investigación prospectiva. De modo similar, la Sala de lo Penal de la Audiencia Nacional amonestó al juez por las numerosas causas abiertas contra Podemos y sus dirigentes.  Aunque todas las investigaciones acabaron archivadas, ocuparon horas de tertulias en la televisión española. Por estas prácticas, el juez ha recibido revocaciones y advertencias de la Audiencia Nacional. Se ha llegado a afirmar que este juez es «muy duro contra Podemos y muy laxo contra el PP».
En 2018, García-Castellón cerró la investigación contra Juan Carlos I, rey emérito de España, que posteriormente abriría la fiscalía suiza. Asimismo cerró la causa contra Corinna Larsen 
En 2019, el juez archivó la causa contra el expresidente de la Región de Murcia, Pedro Antonio Sánchez, del Partido Popular. Aunque Anticorrupción le pedía dos años por fraude, cohecho y revelación de información reservada en el marco de la trama Púnica, el juez archivó la causa en febrero de 2020.
En el plano internacional, García-Castellón llevó la instrucción de las desapariciones de españoles durante la dictadura militar chilena. Pero el juez desestimó que declarara Adolfo Scilingo, militar condenado por delitos de lesa humanidad durante la dictadura cívico-militar argentina. Asimismo, el magistrado conservador se inhibió de instruir el caso contra el dictador Augusto Pinochet por delitos de genocidio y terrorismo.

### Lawfareo guerra judicial
Sectores de la izquierda han considerado que las actuaciones judiciales del magistrado atienden a decisiones políticas, lo que le sitúa cerca del lawfare o guerra judicial. El jurista y exletrado del Tribunal Constitucional Joaquín Urías entiende que García-Castellón ha incurrido en estas prácticas al imputar a la secretaria general de ERC, Marta Rovira, al investigar a Carles Puigdemont por terrorismo en la causa de Tsunami Democràtic, o al mantener las causas abiertas contra Podemos. Teresa Ribera, jurista, vicepresidenta tercera y ministra del Gobierno de España, asegura que el juez hace pronunciamientos en «momentos políticos sensibles».La presidenta del grupo parlamentario de En Comú Podem en el Parlament de Catalunya, Jéssica Albiach, manifestó en enero de 2024 que: «Si [García-Castellón] quiere hacer política, lo que tendría que hacer es presentarse a las elecciones». Estas acusaciones han provocado la reacción de las cuatro principales asociaciones de la judicatura española, que representan al 55 % del total de magistrados en activo.

## Distinciones
El juez García-Castellón ha recibido las siguientes distinciones y premios:
- Legión de Honor del Gobierno de Francia  (2006)
- Encomienda de Isabel la Católica
- Premio Puñetas de Plata (Asociación de Comunicadores e informadores Jurídicos, ACIJUR) (2022)